# روبر دولونه
روبر دولونه فرانسوی: Robert Delaunay‎ (زاده ۱۲ آوریل ۱۸۸۵ – درگذشته ۲۵ اکتبر ۱۹۴۱) نقاش فرانسوی بود که در سبک اُرفیسم (شبیه به نقاشی انتزاعی و کوبیسم) کار می‌کرد. دولونه بر اُرفیسم متمرکز بود، حال آن که آثار متاخر او بیش‌تر انتزاعی بودند، به مانند پل کله. مؤلفه‌های آثار او استفاده از رنگ‌های اشباع‌شده، و دلبستگی عمیق به تجربه در محتوا و فرم بود.

## زندگی‌نامه

### دوران کودکی و نوجوانی

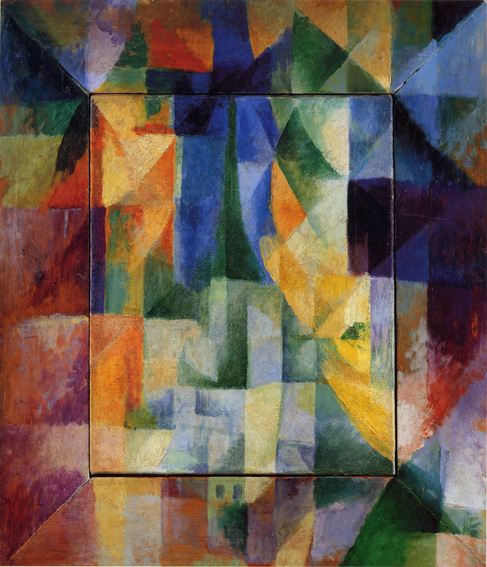
پنجرهٔ رو به شهر، (۱۹۱۲)

دولونه در پاریس متولد شد. او پسر جرج دولونه و کنتس برته فلیسدی رز بود. در کودکی پدر و مادرش از هم جدا شدند و او در کنار خاله اش ماریا و همسرش بزرگ شد. وقتی او در امتحان نهایی مدرسه مردود شد گفت که می‌خواهد نقاش شود. عمویش در سال ۱۹۰۲ او را به مدرسهٔ هنرهای دکوراتیو Ronsin's atelier فرستاد. در سن ۱۹ سالگی مدرسه را برای تمرکز کامل روی نقاشی‌هایش و شرکت کردن در سالن نقاشان آزاد رها کرد. او در سال ۱۹۰۴ موفق گردید شش اثر جهت سالن نقاشان آزاد آماده کند. او به بریتانی، جایی که از گروه group of Pont-Aven تأثیر پذیرفته بود، رفت و در سال ۱۹۰۶ نقاشی‌های او در سالن نقاشان آزاد به نمایش درآمد. وی در آنجا با هانری روسو ملاقات کرد.

### گرایش آبستره ۱۹۰۸ – ۱۹۱۳
در ۱۹۰۸، بعد از گذراندن دوره سربازی به عنوان کتابدار، با سونیا ترک آشنا شد، که بعدتر با او ازدواج کرد، با وجود این که در آن زمان تِرک با یک دلال هنری اهل آلمان ازدواج کرده بود و بنا بود به‌زودی از او جدا شود. در سال ۱۹۰۹ دولونه شروع به نقاشی اتودهایی از شهر پاریس و برج ایفل کرد. در سالِ پیشِ رو، با تِرک ازدواج کرد و آن دو در یک استودیوآپارتمان در پاریس مستقر شدند. در سال ۱۹۱۱ پسرشان چارلز متولد شد. دولونه به دعوت واسیلی کاندینسکی، در سال ۱۹۱۱ به گروه سوار آبی (آلمانی: Der Blaue Reiter) پیوست، گروهی از نقاشان انتزاعیِ اهل مونیخ. در این دوره کارهای او گرایشی انتزاعی پیدا کردند.

### مهاجرت به اسپانیا و پرتقال ۱۹۱۴–۱۹۲۰
وقوع جنگ جهانی اول دولونه و همسرش را وادار کرد که به اسپانیا مهاجرت کنند. آن‌ها تصمیم گرفته بودند که به فرانسه بازنگردند و مقیم مادرید شوند. در اوت ۱۹۱۵ به پرتقال نقل مکان کردند و با دوستان‌شان در پرتقال ساکن شدند تا درگیری‌ها پایان یابد. انقلاب روسیه، موجب به پایان رسیدن حمایت‌های مالی خانواده سونیا دولونه شد و احساس نیاز به یک منبع درآمد دیگر به وجود آمد. در این دوره، (۱۹۱۷)، این زوج کارهای بسیاری انجام دادند از جمله طراحی صحنه اپرای مادرید، و سونیا ترک دولونه شروع کرد به تجارت طراحی مُد.

### بازگشت به پاریس و پایان زند گی ۱۹۲۱–۱۹۴۱
پس از جنگ، در سال ۱۹۲۱، آن‌ها به پاریس بازگشتند و دولونه کارهای انتزاعی‌اش را ادامه داد. در طی نمایشگاه جهانی پاریس در سال ۱۹۳۷، دولونه به همکاری در طراحی غرفه‌های راه‌آهن و خطوط هوایی پرداخت. وقتی جنگ جهانی دوم آغاز شد، خانواده دولونه به استان اووِرژن رفتند تا از نیروهای آلمان دوری بجویند. دولونه که از سرطان در رنج بود، تابِ جابه‌جاییِ بیش از این را نداشت و سلامتی‌اش روزبه‌روز بیش تر به خطر می‌افتاد. او بر اثر بیماری سرطان در ۲۵ اکتبر ۱۹۴۱ در مون پلیه درگذشت.

## شناخت آثار

### مجموعهٔ برج ایفل

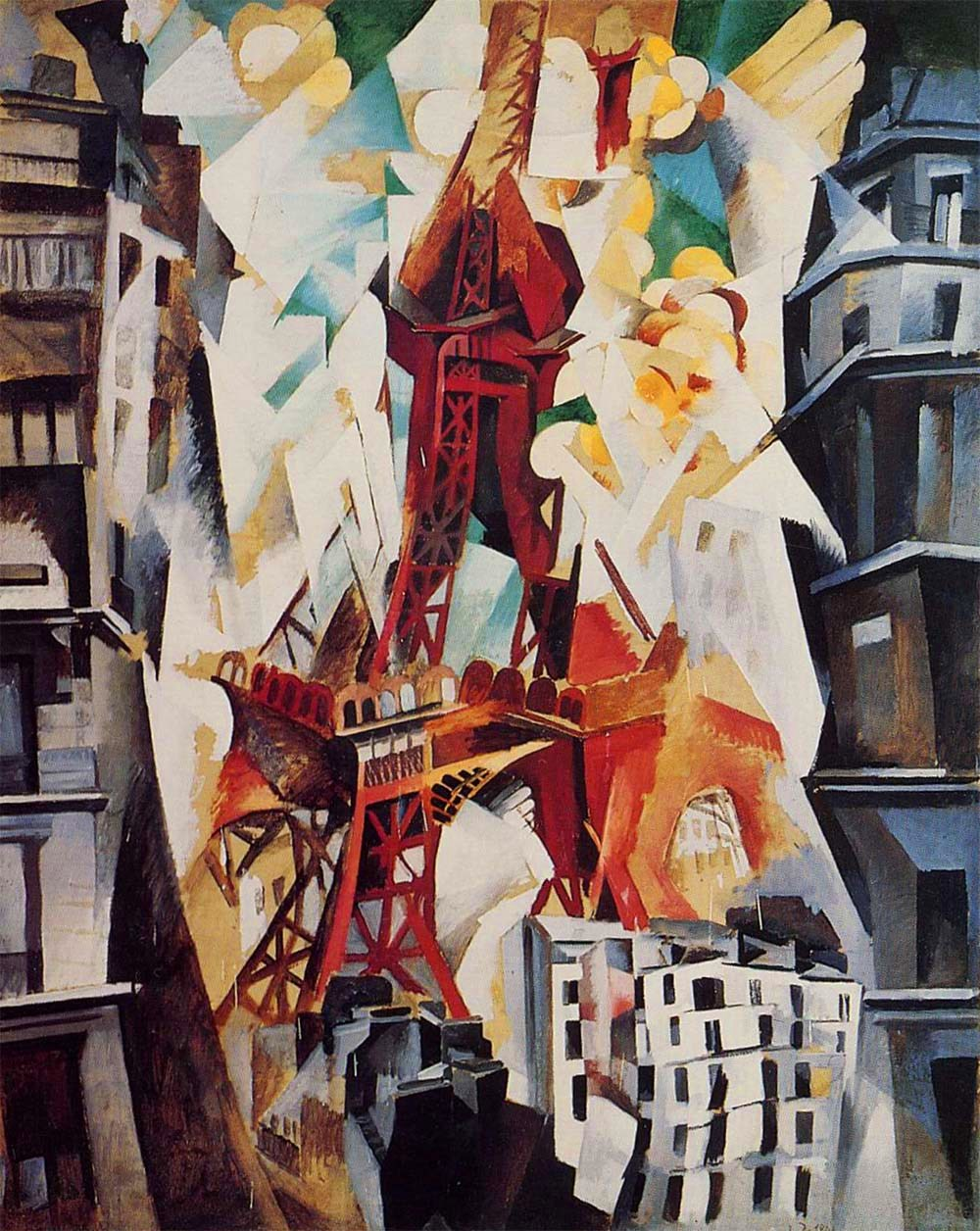
Champs de Mars. La Tour rouge. 1911

دولونه حرکت‌های هندسی متغیر و نامقید خود را از کوبیسم تحلیلی وام می‌گیرد تا نقاشی‌هایش را جاندارتر و نمایشی تر سازد، نقاشی‌هایی که ویژگی اصلی شان، بیانگری از طریق کاربست پویای رنگ‌هاست. مجموعهٔ برج ایفل او (۱۹۱۰–۱۹۰۹) در عین حال که نمایانگر آن است که نقاش چگونه برای بیان شورشخصی خویش از رنگ و شکل بهره می‌گیرد، بازنمایی متقاعد کننده‌ای از نقش مایه‌های انتخابی وی را عرضه می‌دارد. برج ایفل در میان درختان، در ورای یک پیش زمینهٔ درختی جای گرفته و با سایه رنگ‌های روشن اخرایی و آبی به
همراه نقش و نگاری از ترکیب‌های ابرآسای مدور نمایانده شده‌است تا بر نقاشی نیز تأکید بگذارد. چندپارگی برج و شاخ و برگ درختان نه فقط در خدمت نمایندن منظر جابه‌جا شوندهٔ کوبیسم بلکه در خدمت القای تحرک سریع نیز هست، تا به آنجا که برج و فضای پیرامونش انتقال یافته به بعد فضایی دیگری می‌نماید. این نقاشی‌های کوبیستی دین زیادی به سنت فوویسم دارند. ویژگی‌های حالت انگیز و پرتحرک نقاشی‌های او مورد توجه اکسپرسیونیست‌های آلمانی همچون مارک و ماکه هنگام دیدارشان از کارگاه دولونه، قرار گرفت و انگیزه‌ای شد برای کاندینسکی تا دولونه را برای نمایش آثارش با گروه سوار آبی (۱۹۱۱) دعوت کند.

### مجموعهٔ پنجره‌ها
در مجموعهٔ بعدی اش پنجره‌ها (۱۹۱۲) حالت نمایشی و هیجان برانگیزی، به موازات کوچک شدن تابلو کاهش میابد. کمپوزیسیون‌های با ظرافت و غنایی این تابوها از لکه رنگ‌های ملایم هندسی شکل می‌گیرد که اشارات خفیف و محوی به برج ایفل و ساختمان‌های اطراف دارند. این مجموعه از جمله زیباترین و نافذترین نقاشی‌های زمانهٔ خود است.
روح این نقاشی‌ها و تا حد شگفت‌انگیزی شیوهٔ کار دولونه، امپرسیونیسسم را تداعی می‌کنند. همین که به دل پذیرای این لکه‌های رنگین شویم، درست همان گونه که ستایش گران امپرسیونیسم ضرب قلم‌های مقطّع رنگ‌های درخشان را به جان می‌پذیرفتند، می‌توانیم این نقاشی‌ها را همچون روایت نسیتاً واقع نمایانه‌ای از آنچه نقاش از پنجره اش دیده است تعبیر کنیم. (نقطهٔ آغاز این مجموعه در واقع کارت پستالی بود که منظرهٔ برج ایفل را از فراز طاق نصرت پاریس نشان می‌داد).

### آثار خورشید و ماه

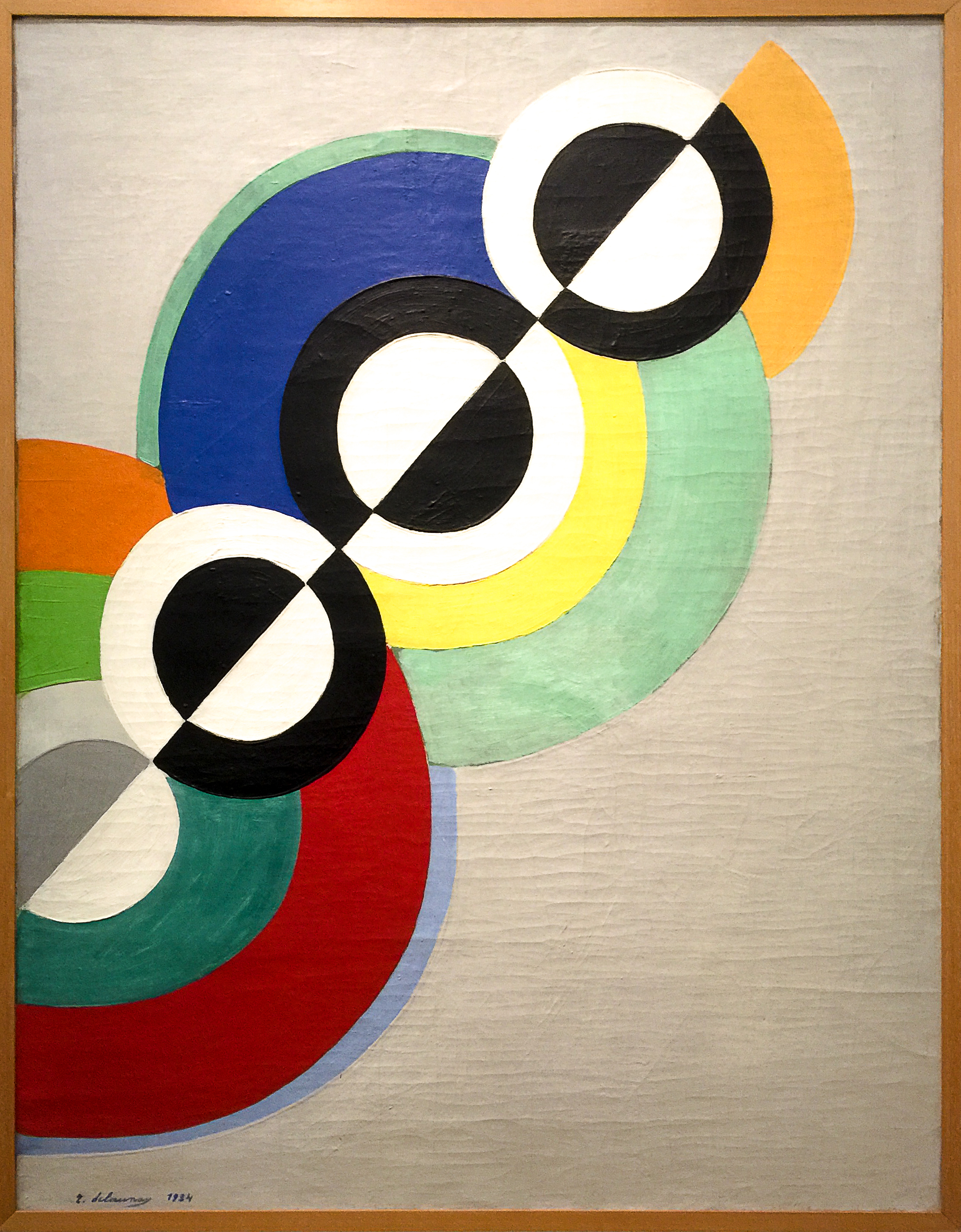
Champs de Mars. La Tour rouge. 1932

دولونه این بیانگری شاعرانه را پی گرفت و پرورش داد. مجموعهٔ دیگری از تابلوها که در سال‌های ۱۹۱۲ تا ۱۹۱۳ کشیده شدند، از لحاظ بیان بر رنگ‌ها و شکل‌های انحنا دار و مدور تکیه دارند و هیچ مضمون مشخصی را باز نمی‌نمایند. بنابریان آن‌ها نقاشی‌های انتزاعی اند که جز احساس‌ها و تداعی‌هایی که خودشان برمی‌انگیزند نقش مایهٔ دیگری ندارند. دولونه به کرات از واژه‌های خورشید و ماه در عناوین تابلوهایش استفاده می‌کرد تا بدین وسیله، نقاشی‌هایش را قابل فهم تر سازد و نیز آن‌ها را در برابر تأویل‌های سطحی و عاری از ذوق محافظت کند. دولونه از نخستین کسانی بود که ترکیب رنگ کاملی را به قلمرو کوبیسم تحلیلی وارد کرد و به این ترتیب راه را برای کوبیسم تألیفی هموار ساخت. از ۱۹۱۲ او حتی اشارهٔ مختصر به مضمون را نیز کنار گذاشت و آرایشی ار دایره‌ها و ترکیب‌های رنگین سرزنده به وجود آورد که در آن‌ها هیچگونه اشاره‌ای به طبیعت مشهود نبود.
او از یک سو آن گونه نقاشی را می‌پسندید که زبان موسیقایی داشت و از سوی دیگر به هیچ وجه مایل نبود که پیوند خود را با واقعیات زندگی هر روزه قطع کند.

## موزه‌ها
موزه آییچی در ژاپن، نگارخانه آلبرایت-ناکس در بوفالوی نیویورک، انستیتو هنر شیکاگو، موزه هنر برکلی، موزه هنرهای زیبای بیبائو در اسپانیا، موزه گوگن‌هایم در نیویورک سیتی، آکادمی هنر هونولولو، موزه هنر بازل در سویس، موزه هنرهای مدرن در نیویورک سیتی، نگارخانه ملی ویکتوریا در استرالیا، نگارخانه‌های ملی اسکاتلند، نگارخانه هنر جدید در انگلستان، پلازو کاوور در تورینِ ایتالیا، پلازو روسپولی در رم، مجموعه پگی گوگن‌هایم در ونیز، و موزه هنرهای فیلادلفیا آثار روبر دولونه را به نمایش گذاشته‌اند یا در مجموعه‌های خود نگه‌داری می‌کنند.

## نگارخانه

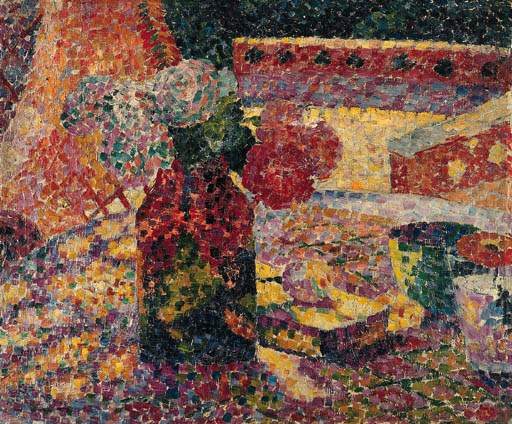
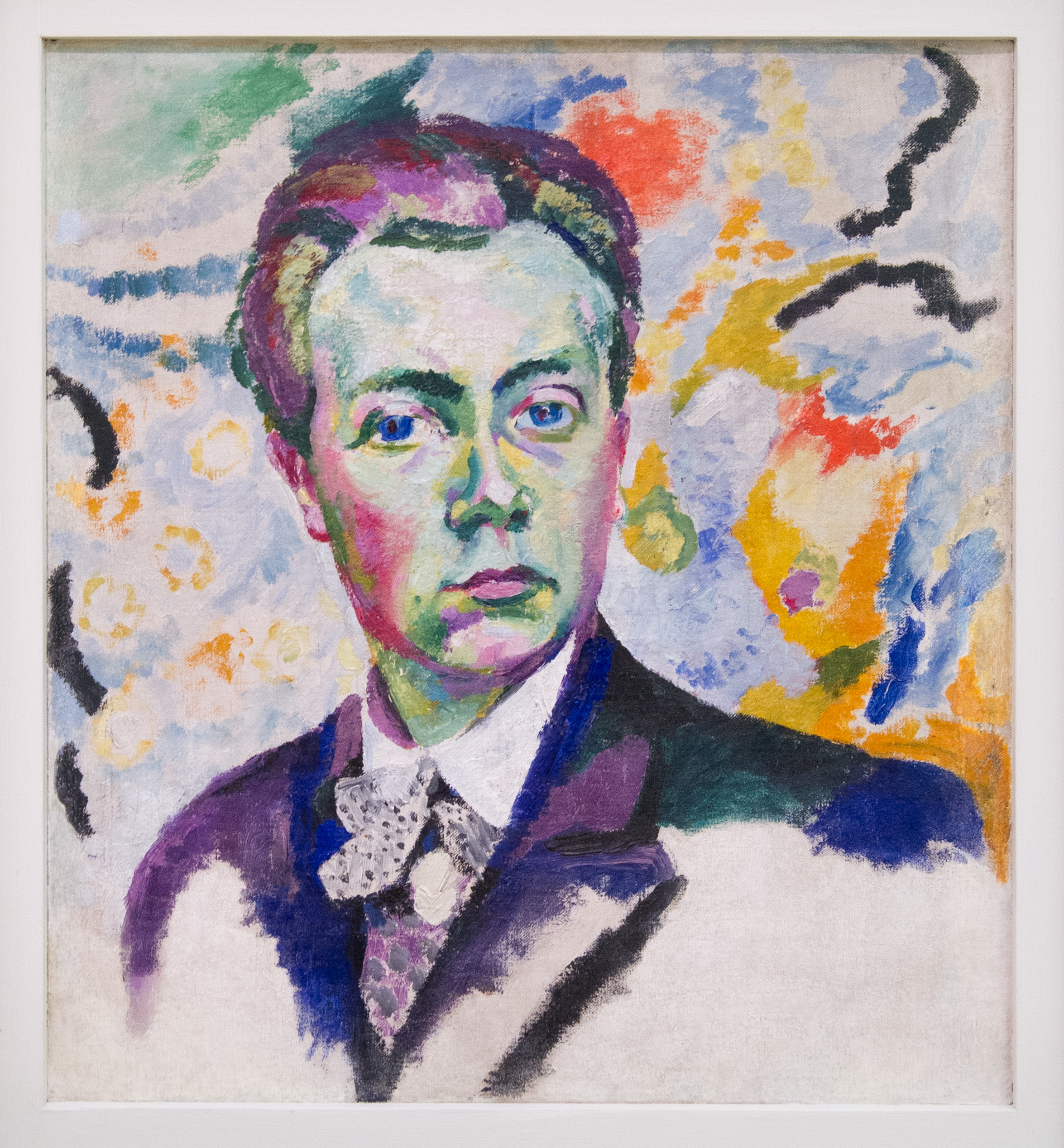
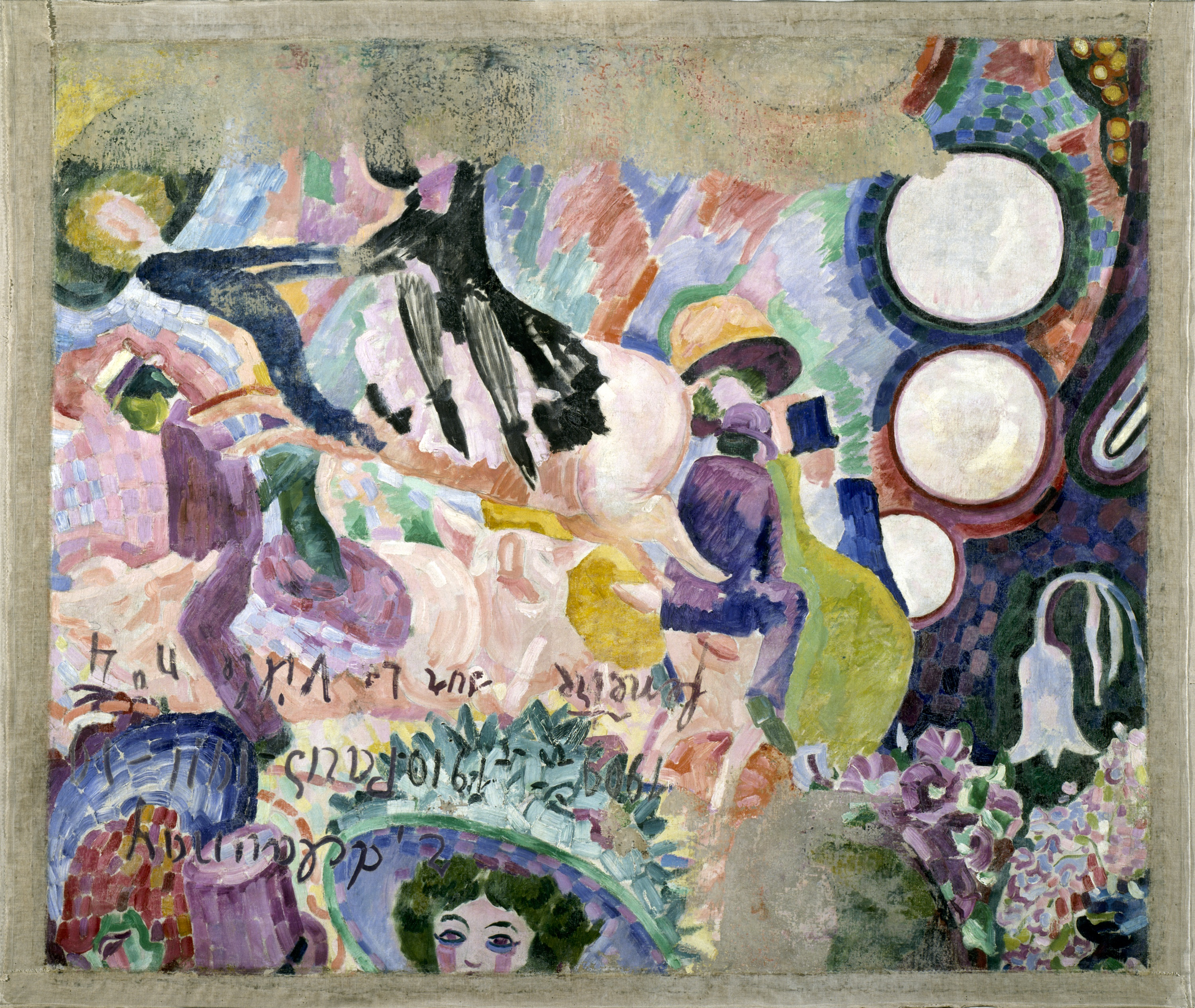
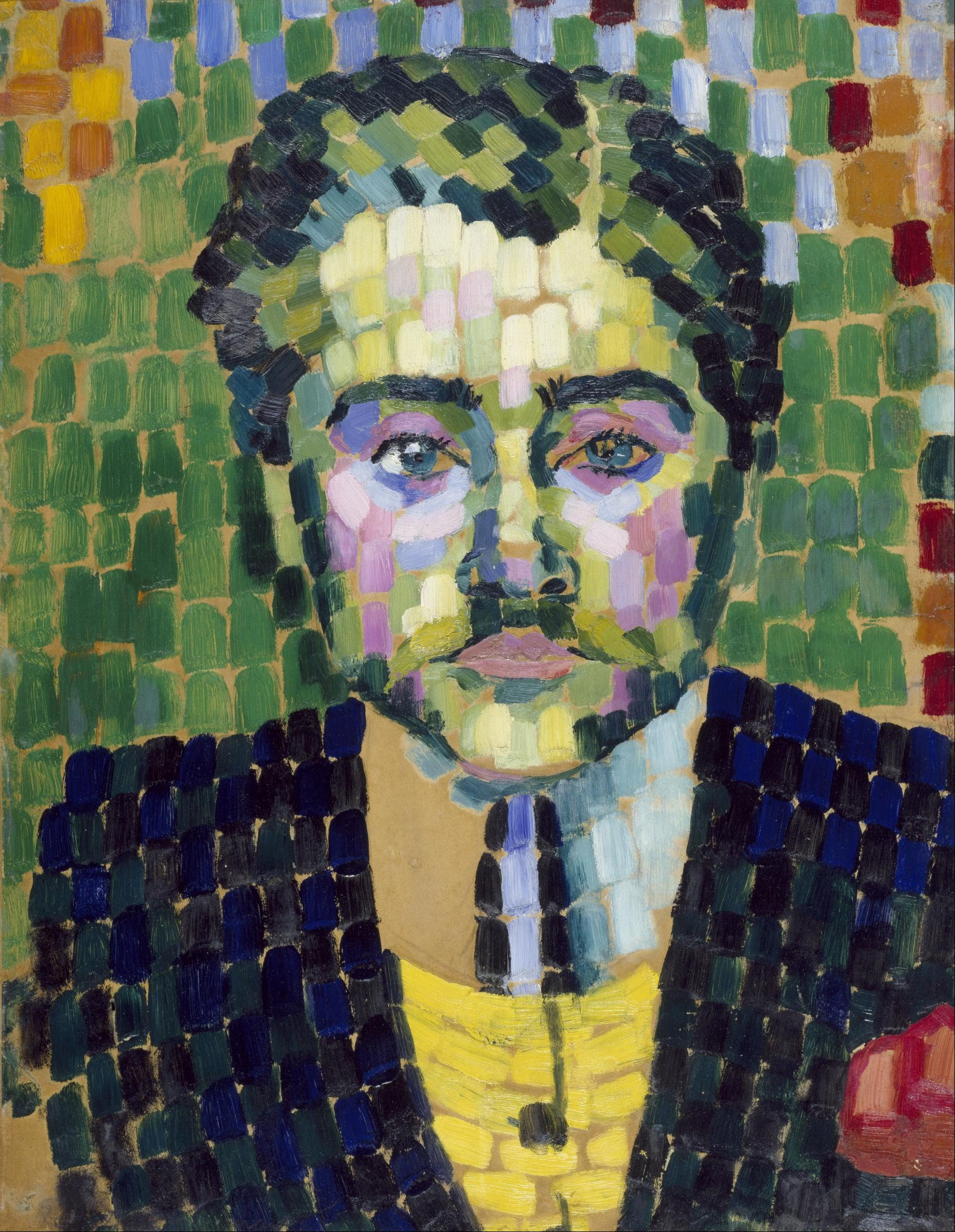
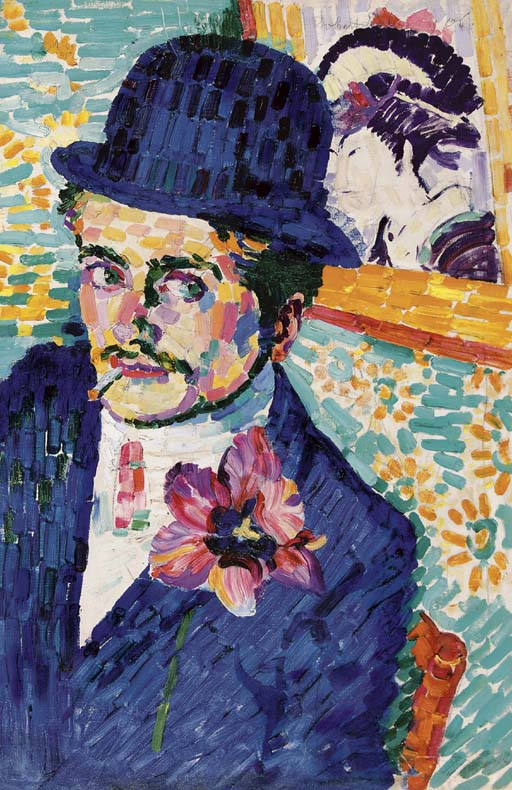
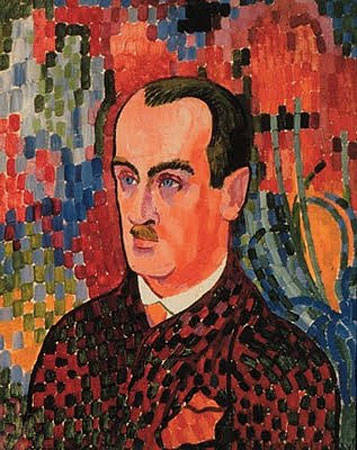
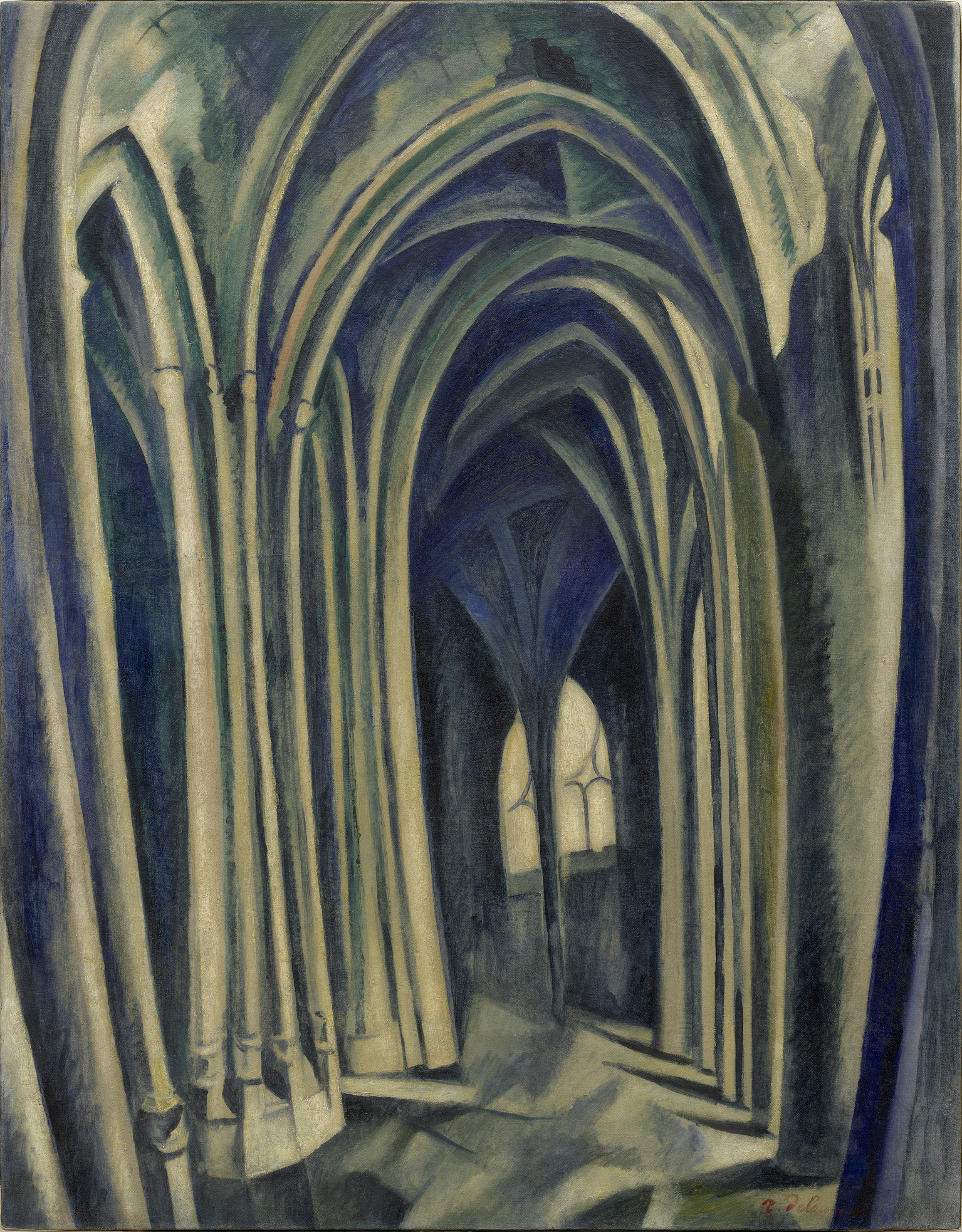
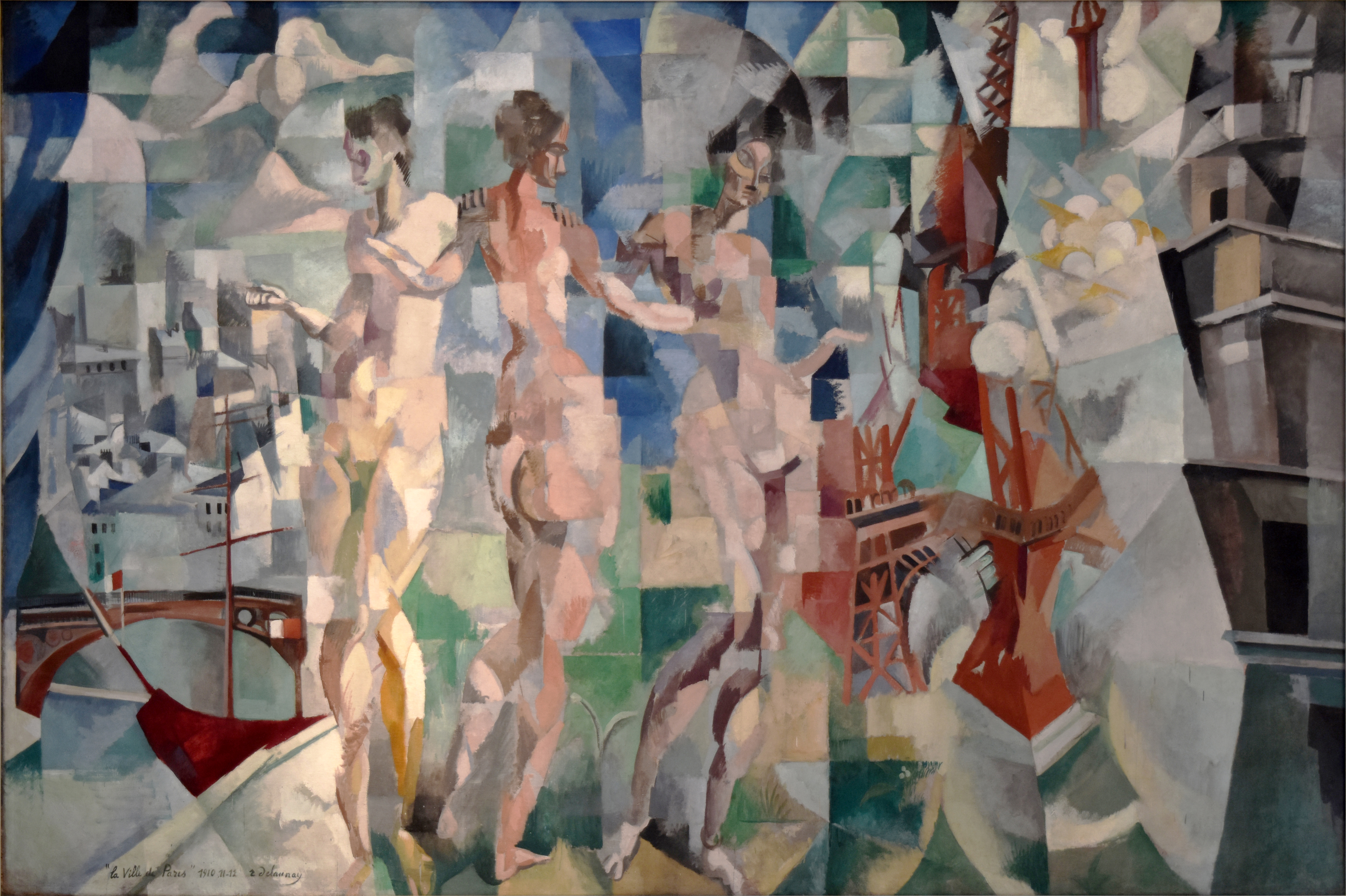
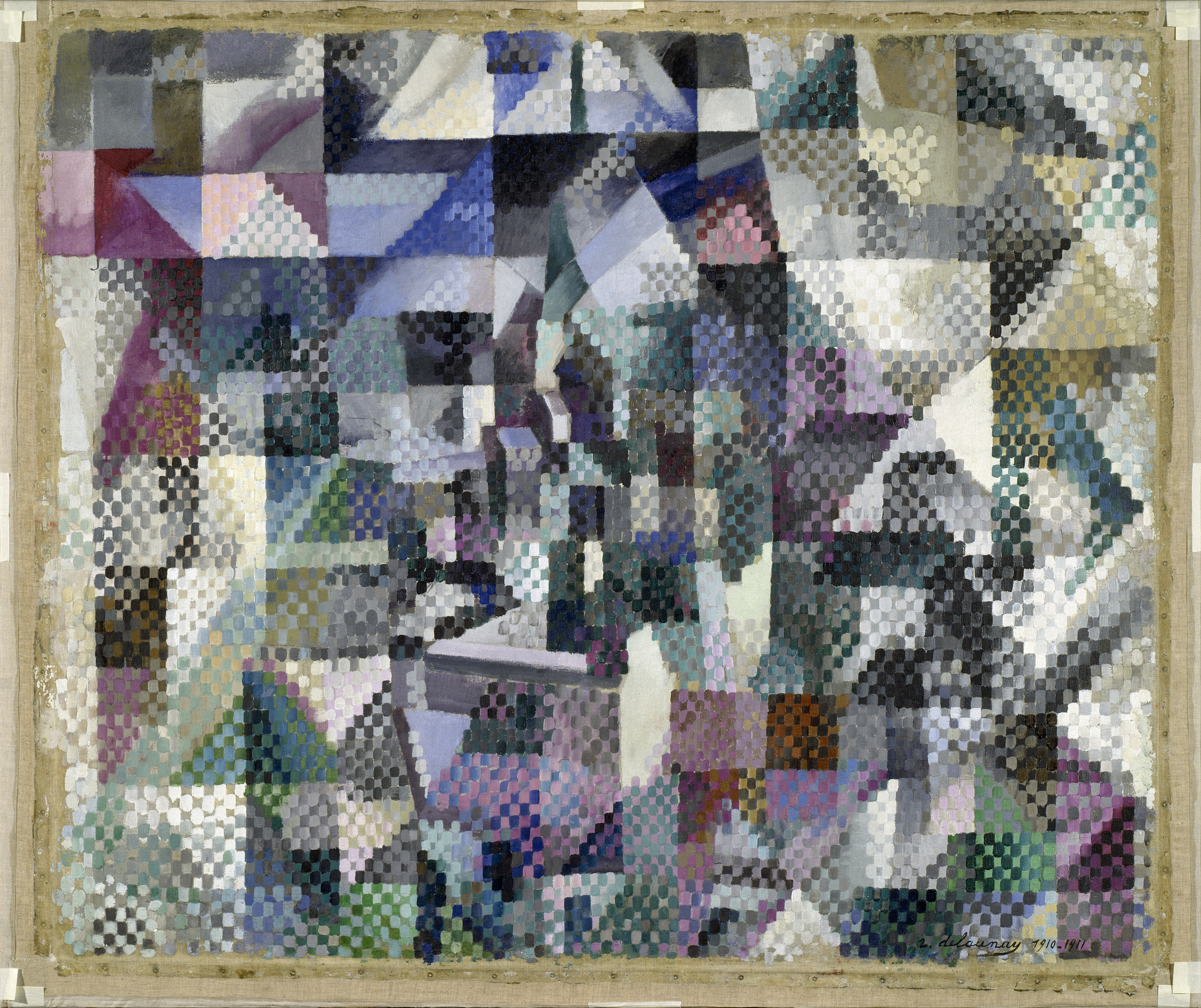
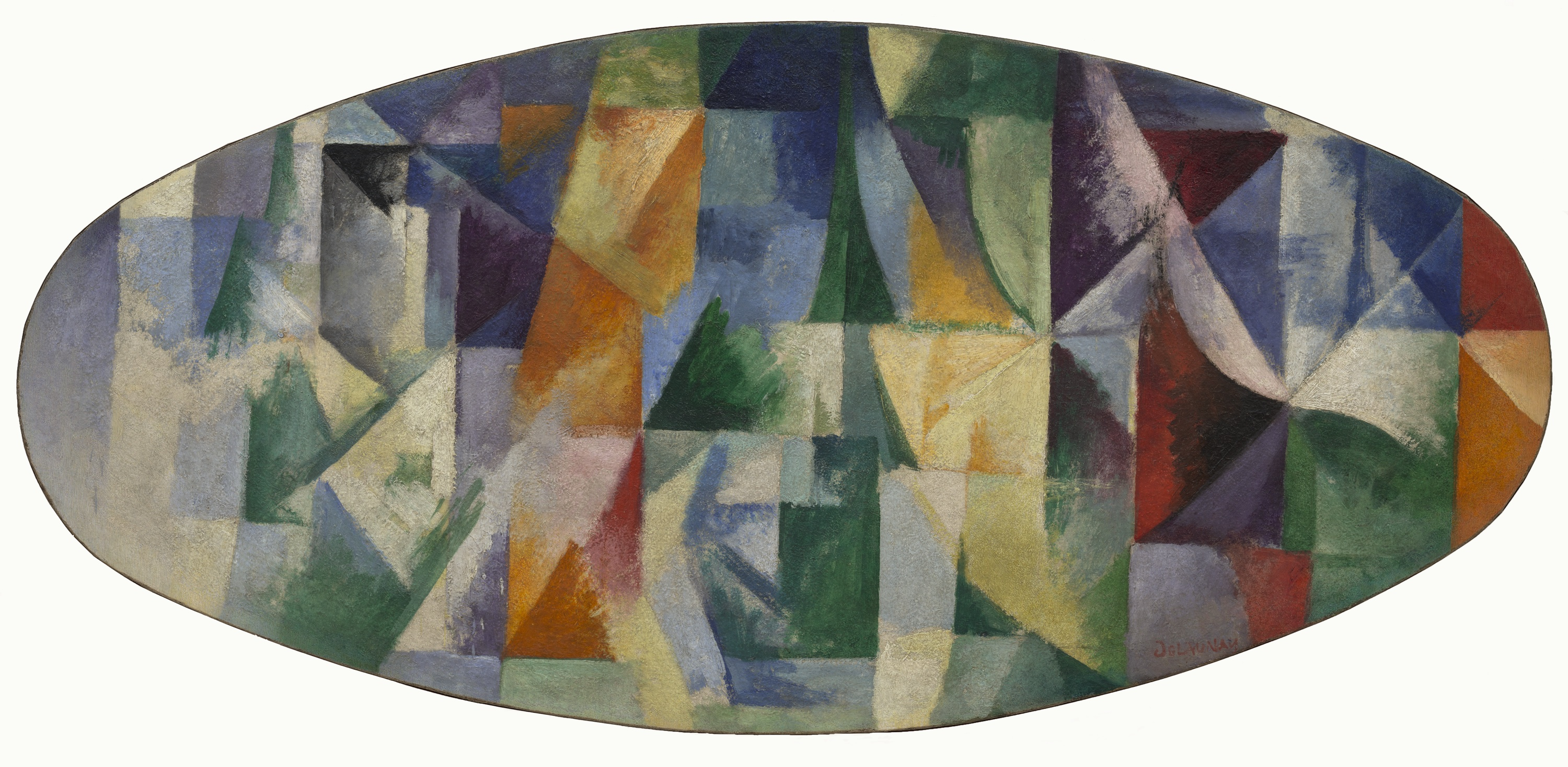
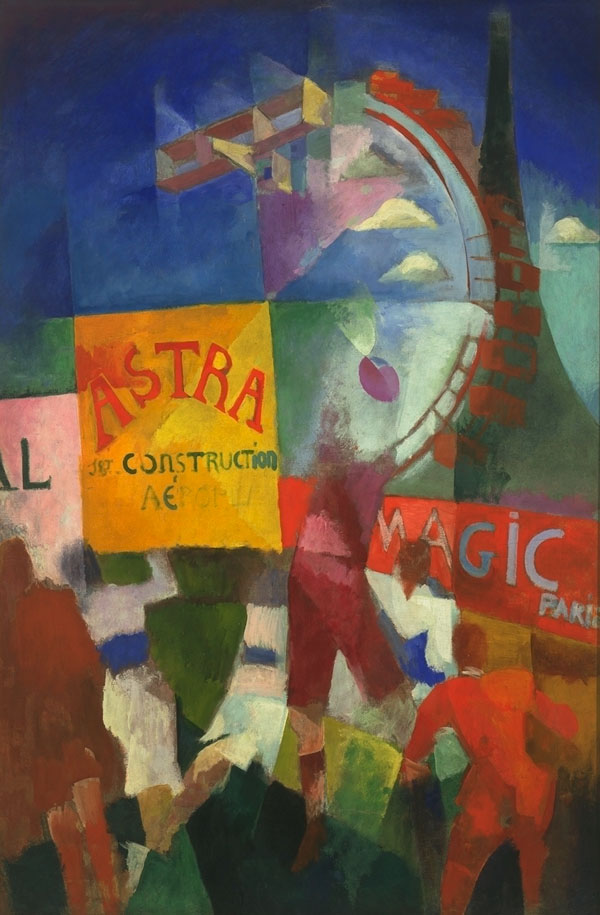
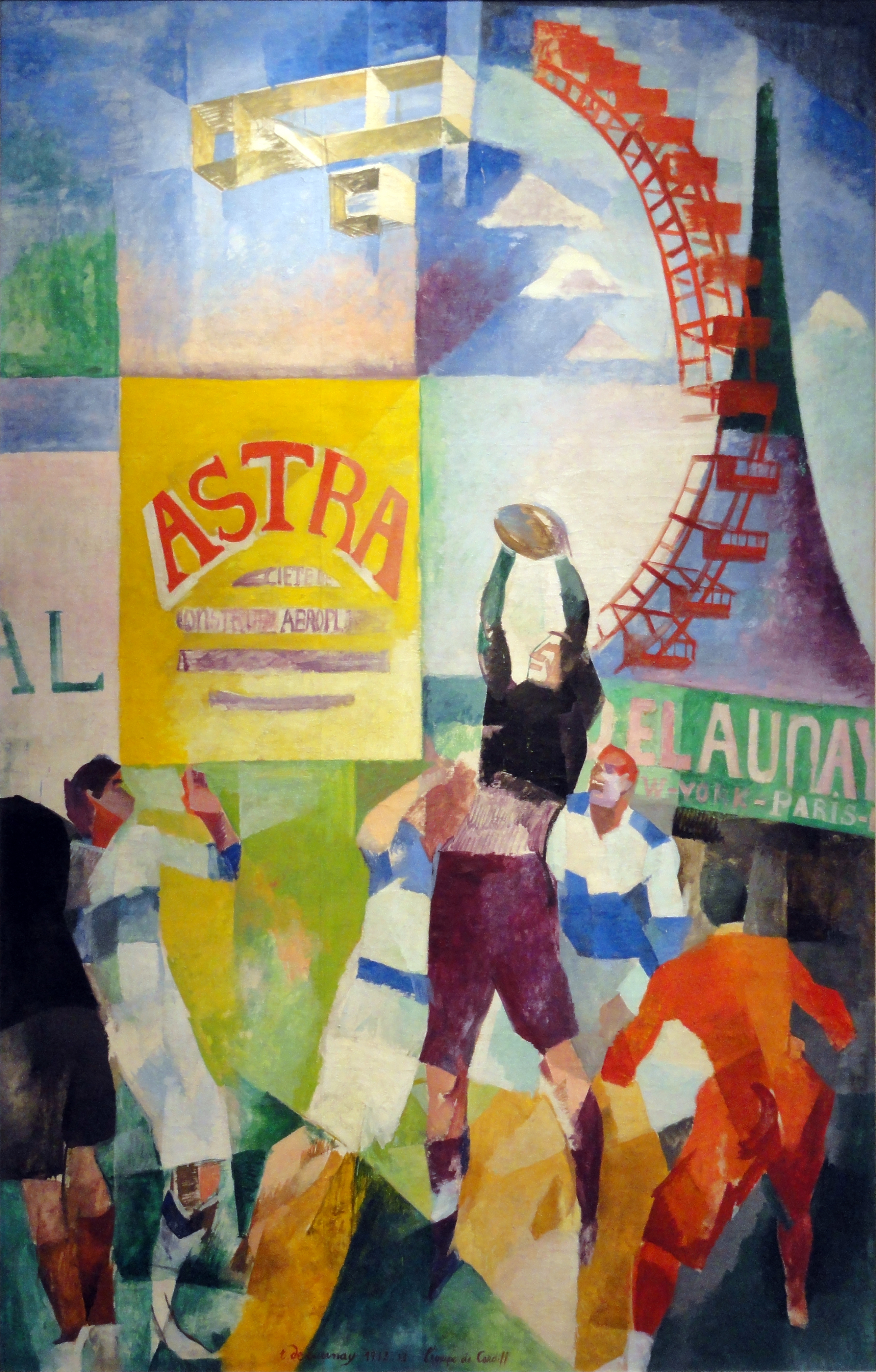
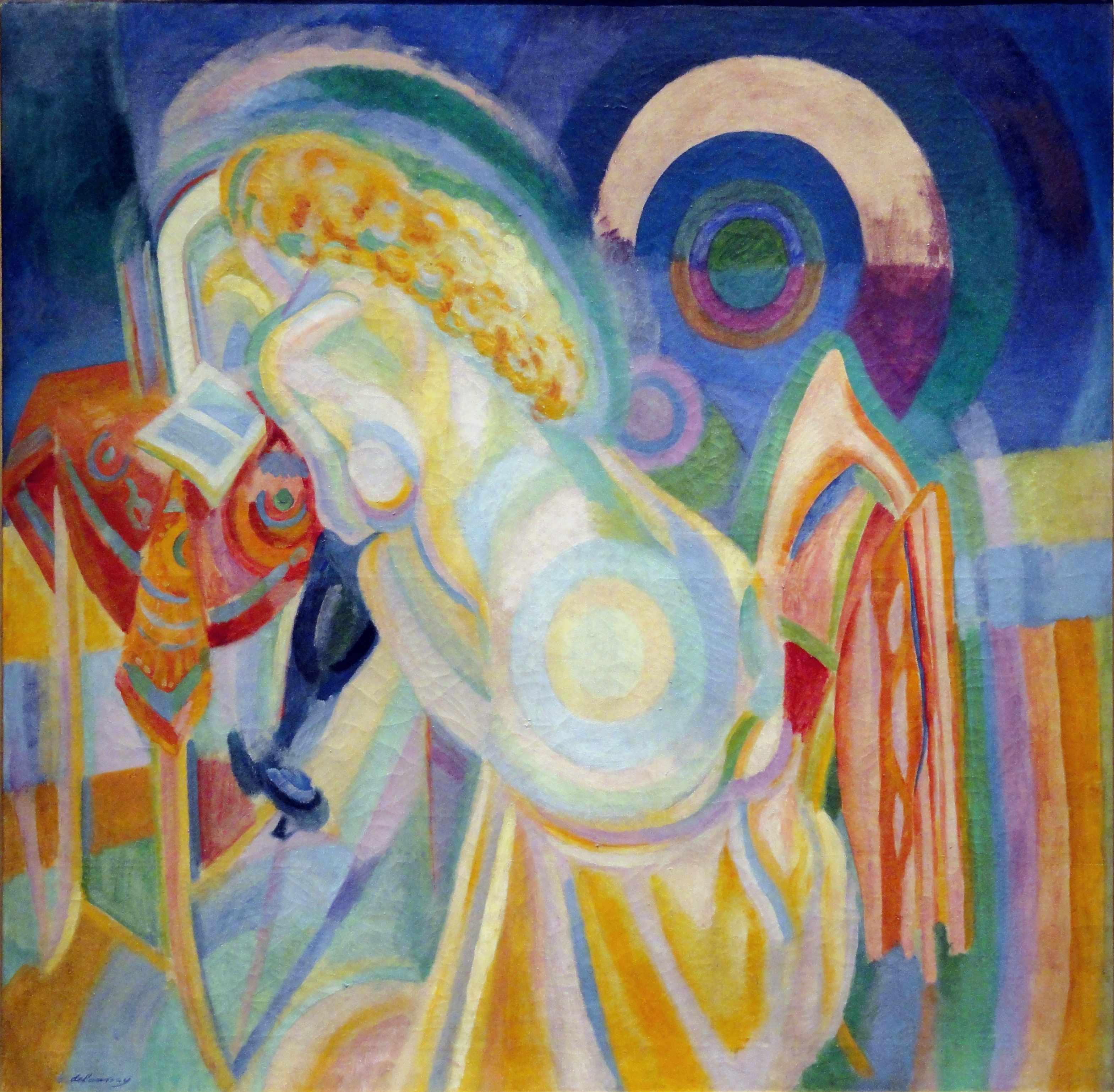
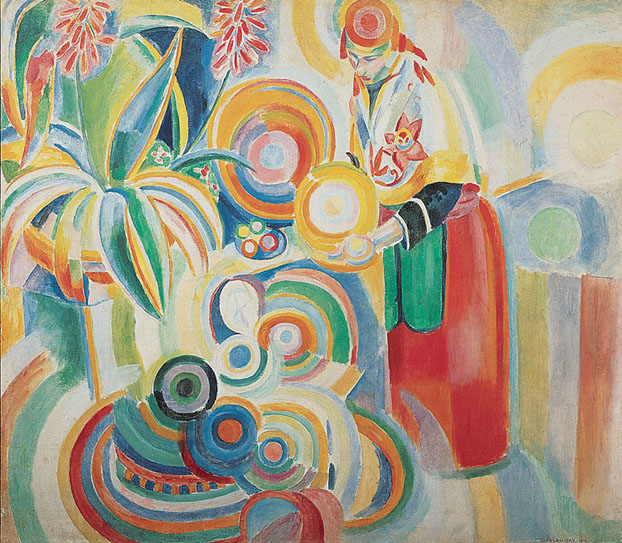
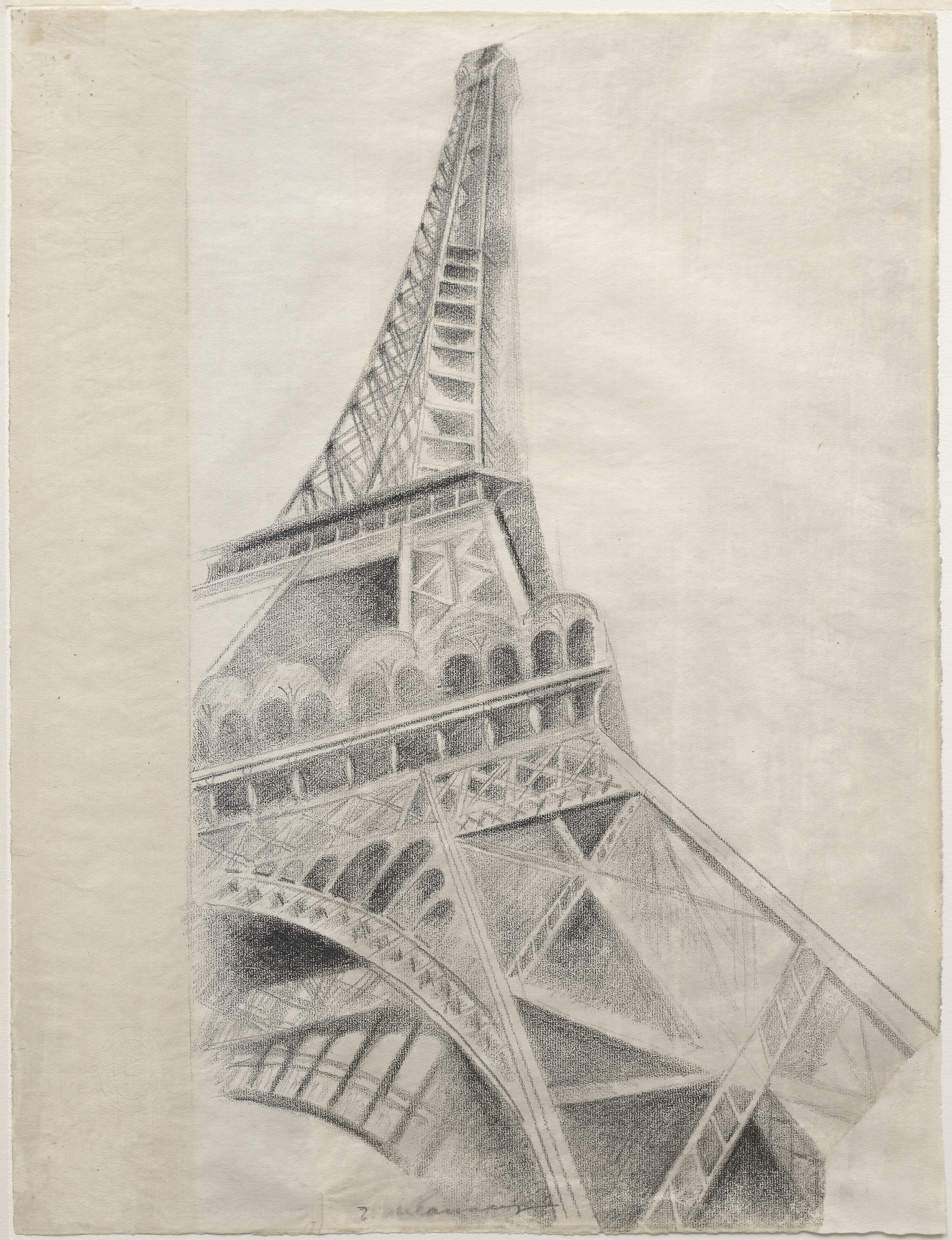
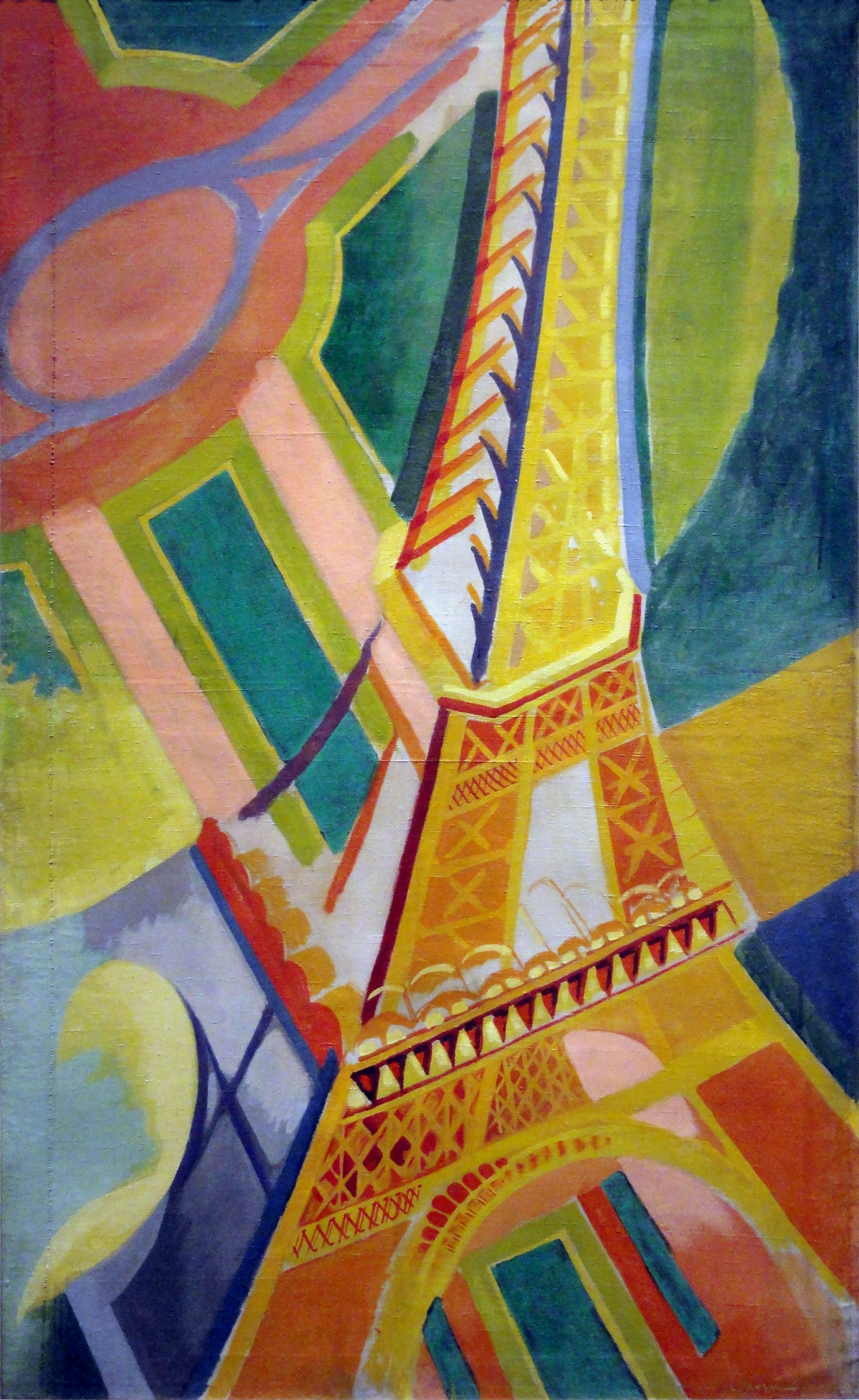
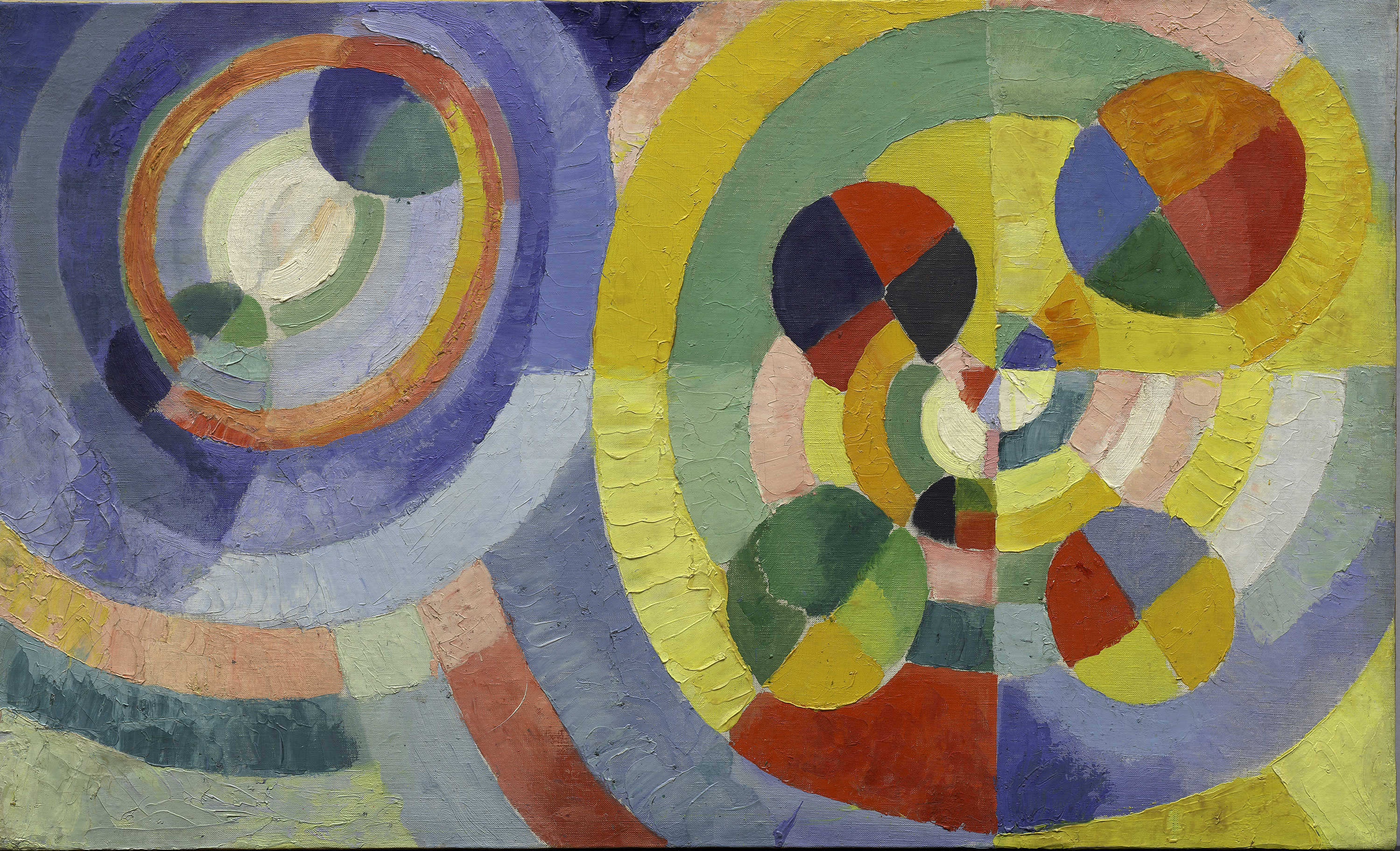
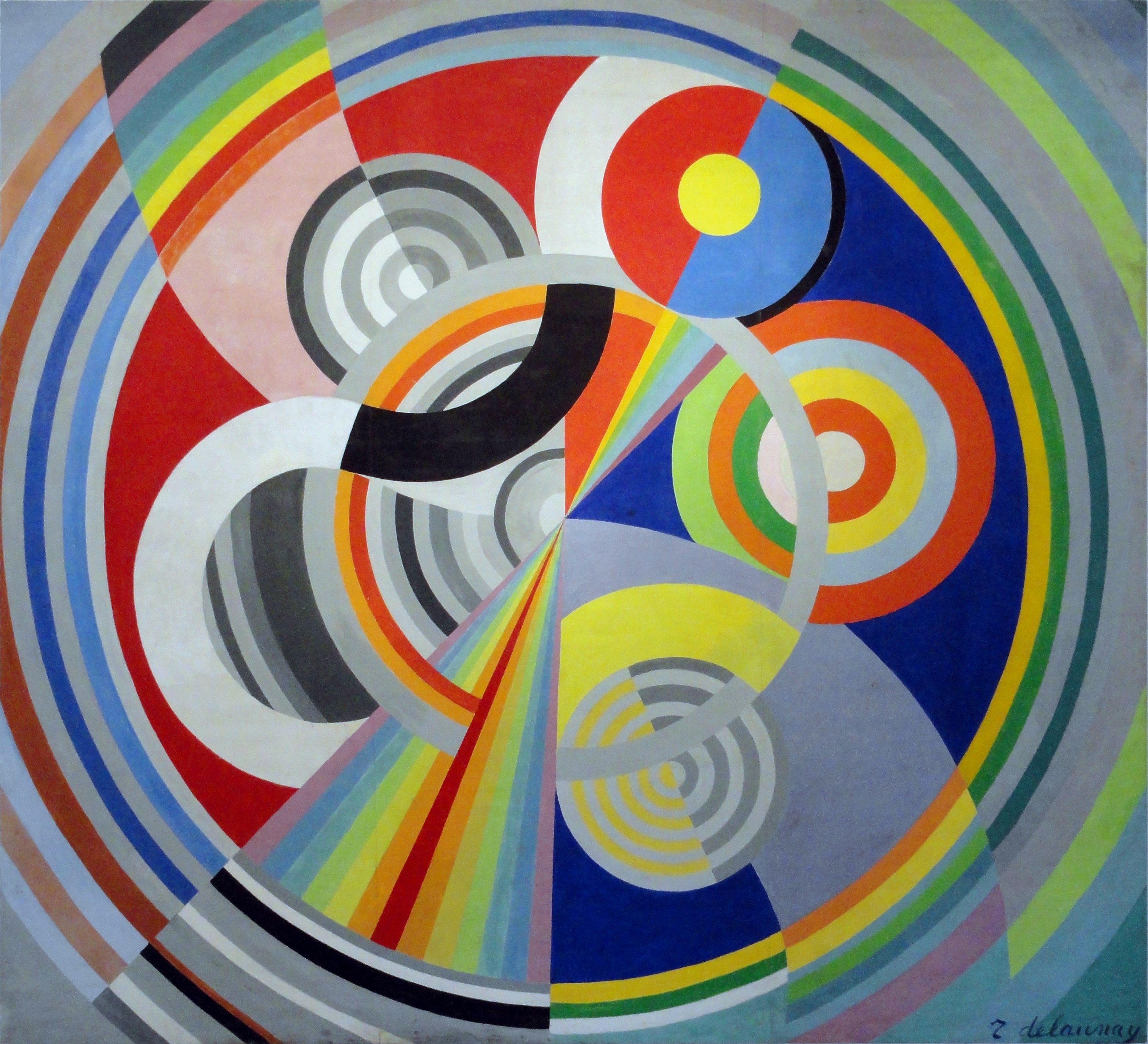